# Богословское (Тульская область)
Богословское — село в Ясногорском районе Тульской области России. 
В рамках административно-территориального устройства является центром Богословской сельской территории Ясногорского района, в рамках организации местного самоуправления включается в Иваньковское сельское поселение.

## География
Расположено на севере Тульской области, в северо-восточной части Ясногорского района, примерно в 37 км к северо-востоку от центра города Ясногорска, у границы с Каширским районом Московской области, на автодороге Р115 Кашира — Ненашево. Западнее села протекает впадающая в Оку река Беспута.
В селе 11 улиц, приписано 4 садоводческих товарищества. Связано автобусным сообщением с городом Каширой и селом Иваньково. Ближайшие населённые пункты — деревни Вишнёвая, Перетрутово и Щепилово.

## Население
| 2002 | 2010 |
| ---- | ---- |
| 740  | ↘732 |

Население — 732 чел. (2010).

## Известные уроженцы
- Пётр Петрович Берш — главный архитектор Ижевска (1968—1999)